# ラブーン (ミサイル駆逐艦)
|          | |
| 艦歴     | |
| 発注     | 1988年12月13日                                                                                             |
| 起工     | 1992年3月23日                                                                                              |
| 進水     | 1993年2月20日                                                                                              |
| 就役     | 1995年3月18日                                                                                              |
| 退役     | |
| その後   | 就役中 |
| 要目     | |
| 排水量   | 満載: 8,362 トン                                                                                           |
| 全長     | 153.9 m (505 ft)                                                                                           |
| 全幅     | 20.1 m (66 ft)                                                                                             |
| 吃水     | 9.4 m (31 ft)                                                                                              |
| 機関     | COGAG方式                                                                                                  |
| 機関     | LM 2500-30ガスタービンエンジン (27,000shp) ×4基                                                            |
| 機関     | 可変ピッチプロペラ（5翅）×2軸                                                                              |
| 最大速   | 31ノット                                                                                                   |
| 航続距離 | 4,400 海里（20ノット時）                                                                                   |
| 乗員     | 士官、兵員 337名                                                                                           |
| 兵装     | Mk.45 mod.2 5インチ単装砲 ×1基                                                                             |
| 兵装     | Mk.38 25mm単装機関砲 ×2基                                                                                  |
| 兵装     | Mk.15 20mmCIWS×2基                                                                                         |
| 兵装     | M2 12.7mm機銃 ×4挺                                                                                         |
| 兵装     | Mk.41 mod.2 VLS ×90セル - SM-2MR/ER SAM - SM-3 ABM - ESSM 短SAM - VLA SUM - トマホーク SLCM などを発射可能 |
| 兵装     | ハープーンSSM 4連装発射筒×2基                                                                              |
| 兵装     | Mk.32 3連装短魚雷発射管×2基                                                                                |
| 艦載機   | ヘリコプター甲板のみ, 格納庫なし                                                                           |
| C4ISTAR  | AWS B/L 5 (Mk.99 GMFCS×3基)                                                                                |
| C4ISTAR  | AN/SQQ-89                                                                                                  |
| センサ   | AN/SPY-1D 多機能レーダー×4面                                                                               |
| センサ   | AN/SPS-67 対水上レーダー×1基                                                                               |
| センサ   | AN/SQS-53C艦首装備ソナー                                                                                   |
| センサ   | AN/SQR-19 曳航ソナー                                                                                       |
| 電子戦   | AN/SLQ-32(V)2 ESM装置                                                                                      |
| 電子戦   | Mk.36 mod.12 デコイ発射装置                                                                                |
| モットー | Without Fear                                                                                               |

ラブーン (英語: USS Laboon, DDG-58) は、アメリカ海軍のミサイル駆逐艦。アーレイ・バーク級ミサイル駆逐艦の8番艦。艦名は第二次世界大戦中に潜水艦SS-265 ピートの乗組員として、不時着水した飛行士の救助で英雄的功績を残し、銀星章を授与された従軍牧師ジョン・F・ラブーン海軍大尉に由来する。

## 艦歴
ラブーンはバス鉄工所で1992年3月23日に起工し、1993年2月20日進水、1995年3月18日にダグラス・D・マクドナルド海軍中佐の指揮下で就役した。
1996年秋、ラブーンはアーレイ・バーク級駆逐艦として初となるトマホーク巡航ミサイルをイラクの目標に向けて発射した。
1998年にラブーンは強襲揚陸艦LHD-1 ワスプを基幹とする水陸両用即応群と共に北大西洋条約機構の演習であるダイナミック・レスポンス98に参加している。
2012年9月、南欧地域のミサイル防衛任務中であったラブーンはギリシャのクレタ島に寄港中のところ、同月11日の在リビア米国領事館襲撃事件を受けて翌9月12日に「不測の事態」に備え、別海域を航行中であったDDG-74 マクファールと共にリビア沖へ派遣を命ぜられた。
2015年6月21日、ロシアによるクリミアの併合に呼応し、ラブーンはフランス海軍の情報収集艦デュピュイ・ド・ロームと共に黒海に進入。翌日22日よりルーマニア海軍のコルベットコントラアミラル・イェウスタツィウ・セバスティアンと二日間にわたり合同演習を実施。演習では、仮想敵に扮したルーマニア海軍の艦上ヘリコプターによる攻撃を撃退した。6月27日、ジョージアのバトゥミに寄港し、ジョージア国境警備隊との訓練に参加。
2018年4月14日、ドゥーマ化学攻撃の報復としてアメリカ・イギリス・フランスが実行したシリアに対する攻撃に参加し、紅海上から7発のトマホークミサイルを発射。
2023年12月23日、紅海で活動中、イエメンの親イラン武装組織フーシの支配地域から飛来した無人機4機を撃墜した。ドワイト・D・アイゼンハワー (空母)の艦載機、他の護衛艦とともに無人機18機と対艦巡航ミサイル2発、対艦弾道ミサイル1発を撃墜した。
2024年1月12日、フーシ派に対しトマホークミサイルを用い攻撃を行った(2024年のイエメンへのミサイル攻撃)。